# Francesco Todaro (1839-1918)
Francesco Todaro (Tripi, 14 febbraio 1839 – Roma, 22 ottobre 1918) è stato un anatomista, politico e ittiologo italiano.
Fu garibaldino, senatore del Regno d'Italia nella XVI legislatura, membro dell'Accademia Peloritana dei Pericolanti, dell'Accademia dei Lincei e di altre accademie.
Valido scienziato, scoprì un tendine del cuore, che venne chiamato in suo onore tendine di Todaro; si dedicò anche allo studio delle salpe.